# Trogoderma parvum
Trogoderma parvum là một loài bọ cánh cứng trong họ Dermestidae. Loài này được Armstrong miêu tả khoa học năm 1942.